# Gueorgui Gretchko
Pour les articles homonymes, voir Gretchko.

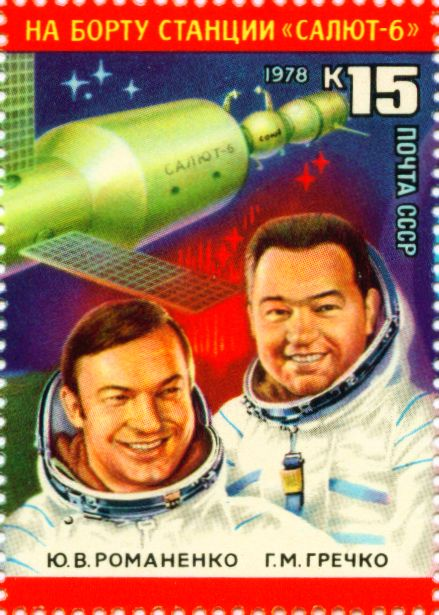
Timbre-poste soviétique (1978) de Saliout 6 : Iouri Romanenko et Gueorgui Gretchko.

Gueorgui Mikhaïlovitch Gretchko (en russe : Георгий Михайлович Гречко) est un cosmonaute soviétique, né le 25 mai 1931 à Léningrad (RSFS de Russie) et mort le 8 avril 2017 à Moscou (Russie).

## Biographie
Gueorgui Gretchko termina ses études à l'Institut de mécanique de Léningrad avec un doctorat en mathématiques. Il devint membre du Parti communiste de l'Union soviétique. Il travailla au bureau d'études de Sergueï Korolev et fut sélectionné pour l'entraînement des cosmonautes relatif au programme lunaire soviétique. Après l'abandon de ce programme, il travailla sur les stations spatiales Saliout.
Gueorgui Mikhaïlovitch Gretchko effectua la première sortie spatiale en combinaison Orlan le 20 décembre 1977, pendant la mission Saliout 6 EO-1.
Il fut décoré deux fois du titre de Héros de l'Union soviétique.
Il quitta le programme spatial en 1992 pour donner des conférences en physique atmosphérique à l'Académie des Sciences russe.
En novembre 2012, il est opéré du cœur au Centre hospitalier universitaire de Rouen par le Professeur Hélène Eltchaninoff.
L'astéroïde (3148) Grechko découverte par l'astronome soviétique Nikolaï Stepanovitch Tchernykh en 1979 porte son nom.

## Vols réalisés
Entre 1975 et 1985, Gueorgui Gretchko effectua 3 missions en tant qu'ingénieur de vol : Soyouz 17, Soyouz 26 et Soyouz T-14, durant lesquels il cumula plus de 134 jours de présence dans l'espace, battant le record de durée de vol de l'époque (plus de 96 jours sur le vol Soyouz 26).
- 11 janvier 1975 : Gretchko participe à la mission Soyouz 17 lancée en direction de Saliout 4. Il revient sur Terre le 10 février 1975.
- 10 décembre 1977 : Gretchko participe à la mission Soyouz 26 lancée en direction de Saliout 6, en tant que membre de l'expédition Saliout 6 EO-1. Il revient sur Terre le 16 mars 1978 à bord de Soyouz 27.
- 17 septembre 1985 : Gretchko participe à la mission Soyouz T-14 lancée en direction de Saliout 7, en tant que membre de l'expédition Saliout 7 EP-5. Il revient sur Terre le 26 septembre 1985 à bord de Soyouz T-13.

## Gueorgui Gretchko raconte...
« Je me faufilai à nouveau dans le module intermédiaire. Iouri Romanenko avait, pendant tout ce temps, assuré ma protection en me retenant par les jambes pour éviter que je ne parte dériver dans l'espace. Il me dit alors : “Comment se fait-il que je reste ici à regarder la Terre et les étoiles à travers une vitre ? Laisse-moi voir à quoi elles ressemblent là dehors !” Je me glissai de côté et le laissais passer jusqu'au sas de sortie. Il se propulsa comme une torpille pour me contourner. Il était déjà dehors lorsque je m'aperçus soudain que son filin de sécurité frétillait comme un serpent derrière lui et qu'il n'était fixé à rien. Je m'en saisis et lui demandais : “Où est-ce que tu crois que tu vas t'envoler comme ça ?” »